# NEPI Rockcastle
New Europe Property Investments (NEPI) este un fond de investiții înregistrat în Insula Man, listat la bursele din Londra și Johannesburg.

## NEPI în România
În anul 2008, NEPI a cumpărat două firme, care dețineau împreună 18 proprietăți în diferite orașe din România de la o companie din cadrul grupului Avrig 35, prețul net al investiției fiind de circa 46,3 milioane euro.
În mai 2011, portofoliul grupului cuprindea 33 de proprietăți de tip retail, birouri și proprietăți industriale, cu o valoare de 313,7 milioane de euro, din care 27 erau în România, evaluate la sfârșitul anului 2010 la peste 297 milioane de euro.
La sfârșitul anului 2011, NEPI a ajuns să dețină un portofoliu de active de 425 de milioane de euro.
În noiembrie 2012, NEPI a ajuns să dețină active în valoare de 530 milioane euro în România.
În noiembrie 2013, NEPI gestiona în România Promenada Mall Brăila, Ploiești Shopping City, Retail Park Auchan Pitești, Deva Shopping Centre, Severin Shopping Center, dar și clădirile de birouri Floreasca Business Park, The Lakeview în București și City Business Centre Timișoara.
Achiziții și construcții:
- În octombrie 2009 NEPI a preluat proiectul European Retail Park Brăila, într-o tranzacție cu o valoare de 63 de milioane de euro[6].
- În martie 2010, NEPI a cumpărat spațiile ocupate de Auchan și Bricostore în centrul comercial Iris Shopping Pitești, de la grupul Avrig 35, pentru suma de cu 20,9 milioane de euro[7].
- Ulterior, compania s-a axat mai mult pe dezvoltarea propriilor centre comerciale, în Brașov, Ploiești sau București, portofoliul în curs de realizare fiind de aproximativ 150 de milioane de euro.[8]
- În februarie 2012, NEPI a achiziționat proiectul  de birouri City Business Center din Timișoara, construit pe terenul fostei fabrici Moda Tim, de la proprietarul acestuia, Ovidiu Șandor.[8]
- În anul 2013, NEPI a preluat 70% din proiectul Mega Mall din București.
- În anul 2017, NEPI a finalizat extinderea galeriilor de tip "Strip Mall" din Vaslui[9]